# ثلم مركزي

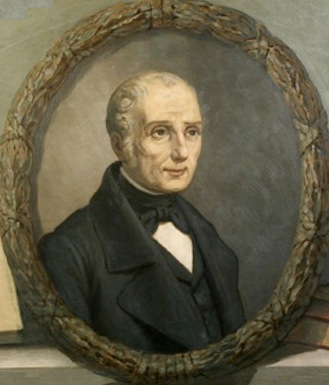
عالم التشريح الإيطالي: لويجي رولاندو Luigi Rolando.

الثلم المركزي للمخ (بالإنجليزية: Central sulcus)‏، هو طيّة في القشرة المخيّة للفقاريات. يُسمّى أيضًا الشق المركزي المخي (بالإنجليزية: Central fissure)‏، حيث كانت تسميته الأولى هي شق رولاندو (fissure of Rolando) أو الشق الرولاندي (Rolandic fissure)، تبعًا لعالم التشريح الإيطالي لويجي رولاندو (Luigi Rolando) - (تورينو 16 يونيو 1773 - تورينو 20 أبريل 1831).
قد يلتبس أحياناً مع الشق الطولي الوسطي (بالإنجليزية: Medial longitudinal fissure)‏.
الثلم المركزي للمخ هو معلم بارز في الدماغ، حيث يفصل ما بين الفص الجداري والفص الجبهي، ويفصل أيضًا بين القشرة الحركية الأولية و القشرة الحسيّة الجسديّة الأولية.
التلم المركزي هو تلم، أو أخدود، في القشرة المخية للدماغ لدى الفقاريات. يُطلق عليه أيضًا اسم الشق المركزي، أو شق رولاندو أو الشق الرولاندي، نسبة إلى لويجي رولاندو. قد يحدث خلط بينه وبين الشق الطولي في بعض الأحيان.
يمثل التلم المركزي إحدى المعالم البارزة في الدماغ، ويفصل الفص الجداري عن الفص الجبهي والقشرة الحركية الأولية عن القشرة الحسية الجسدية الأولية.

## تطور التلم المركزي
تشير الفرضيات إلى حدوث تطور التلم المركزي لدى الثدييات عند تطور الانفصال الكامل للقشرة الحسية الجسدية الأصلية عن نظيرتها المتطورة لدى الثدييات المشيمية مثل الرئيسيات، إذ لم يتوقف التطور عند هذا الحد لتزداد الفروقات بين القشرتين مع مرور الزمن.

### تطوره لدى الرئيسيات
يُعد التلم المركزي أكثر بروزًا لدى القردة العليا نتيجة الضبط الدقيق لنظام الحركة لديها. استمرت البشرانيات (القردة ثنائية الحركة) في هذا الاتجاه من خلال ازدياد استخدامها لليدين الناجم عن ظهور ثنائية الحركة. سمح هذا بتحرير اليدين من استخدامهما في الحركة والتركيز بالتالي على الأفعال الأكثر تعقيدًا مثل الإمساك، واستخدام الأدوات، وصنع الأدوات وغيرها الكثير.
أظهرت الدراسات السابقة أيضًا أن موقع حدوث الانفصال في التلم المركزي متوضع عند نقطة الانقسام بين الرسغ والأصابع الفردية في القشرة الحركية الأولية، ما يشير بدوره إلى تطور هذه المنطقة من خلال استخدام الأصابع. تمثل «كيه إن أو بي» إحدى الركائز القشرية المقترحة لليد، إذ أظهرت بدورها وجود عدم تناظر تشريحي مرتبط بتفضيلات اليد ومهارتها، ما يشير أيضًا إلى تشكيل تطور اليدين في تكون التلم المركزي الذي يمثل «كيه إن أو بي» الجزء المركزي من التلم المركزي المنطوي فوق التلفيف المدفون.

## الأهمية السريرية

### اضطراب نقص الانتباه مع فرط النشاط
ارتبط اضطراب نقص الانتباه مع فرط الحركة (إيه دي إتش دي) مع الاضطرابات الحسية الحركية، يقسم التلم المركزي بدوره بين الباحات الحركية الأولية والحسية الحركية على حد سواء، ما دفع العديد من الأبحاث إلى دراسة مدى تأثير شكل التلم واضطراب نقص الانتباه مع فرط النشاط على تطور الدماغ لدى هؤلاء الأفراد. لُوحظ زيادة في سماكة القشرة المخية ومتوسط عميق التلم المركزي والعمق الأقصى له لدى الأفراد المصابين باضطراب نقص الانتباه مع فرط النشاط مقارنة بالأفراد النموذجيين عصبيًا. بالإضافة إلى ذلك، ارتبطت التغيرات في الأقسام المتوسطة من التلم المركزي مع الأطفال المصابين باضطراب نقص الانتباه مع فرط الحركة.

### متلازمة ويليام
تقترح النظريات وجود دور لمورفولوجيا التلم المركزي لدى الأفراد المصابين بحالة وراثية معروفة باسم متلازمة ويليام. لُوحظ حدوث تراجع في طول التلم المركزي كشذوذ مرتبط بهذه المتلازمة. مع ذلك، تعذر إيجاد أي ارتباط بين النهاية الظهرية غير الطبيعية للتلم المركزي وتراجع الذكاء العام لدى المصابين. ما تزال الأهمية الوظيفية لهذا الجزء الشاذ من التلم المركزي غير مفهومة تمامًا.

### مرض صغر الأوعية الدموية الدماغية الشديد
ارتبط شكل التلم المركزي مع درجة الإعاقة لدى الأفراد الذين عانوا من سكتة إقفارية تحت قشرية صغيرة نتيجة إصابتهم بمرض صغر الأوعية الدموية الدماغية الشديد. مع ذلك، ثبت أن شدة الإعاقة غير معتمدة بالكامل على مورفولوجيا التلم المركزي. لُوحظ أن شدة الإعاقة متعلقة على الأرجح بالوضع الرأسي لمنطقة الكعبرة اليدوية وحجمها.

## وصلات خارجية
- Anatomy diagram: 13048.000-3 at Roche Lexicon - illustrated navigator, Elsevier
- NIF Search - Central Sulcus via the Neuroscience Information Framework

## معرض الصور

الثلم المركزي مُبيّن باللون الأحمر.
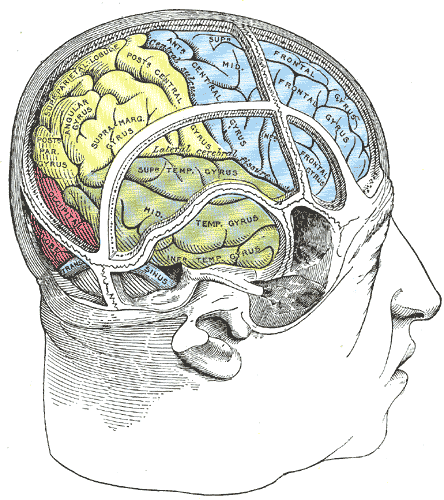
Drawing to illustrate the relations of the brain to the skull. Central sulcus separates the فص جداري (yellow) and the frontal lobe (blue).
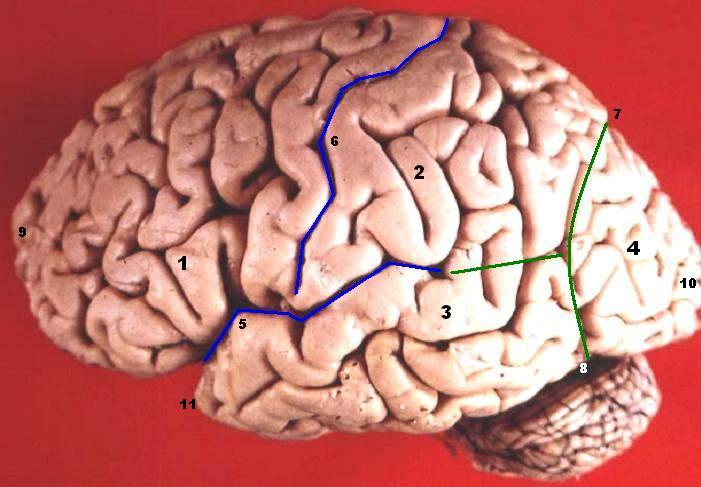
Lateral surface of left cerebral hemisphere. Central sulcus is numbered as "6".
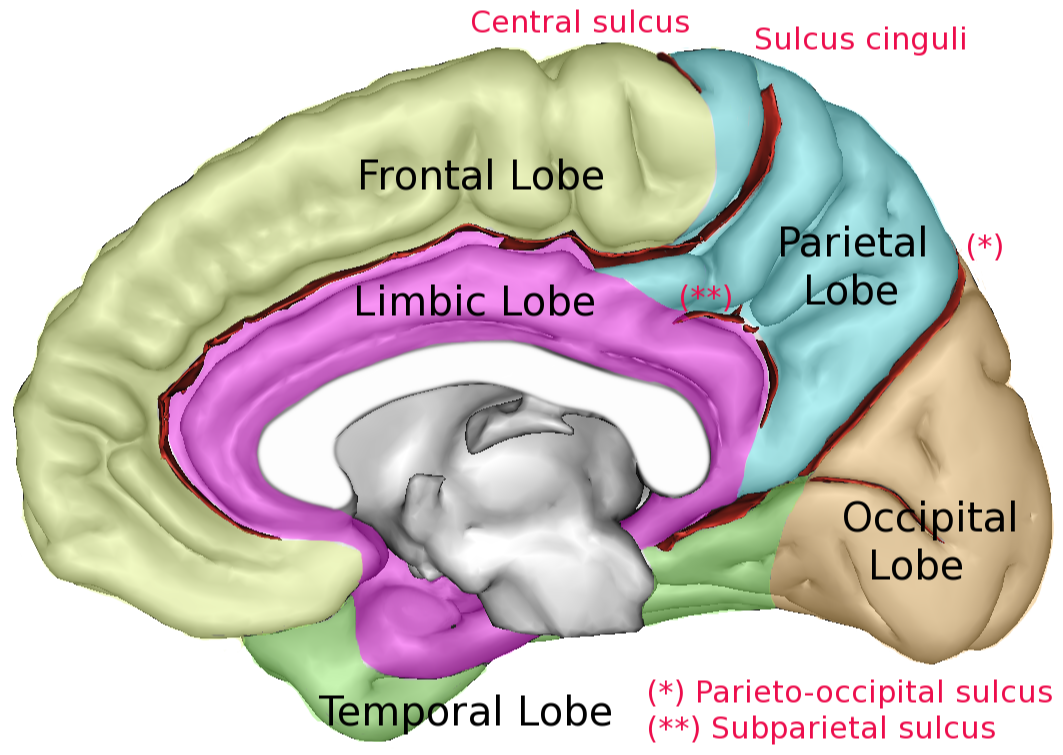
Medial surface of right نصف كرة مخية. Central sulcus labeled on top center, in red.
- Human brain dissection video. Demonstrating position of the central sulcus of the left cerebral hemisphere.
الشق الطولي الوسطي (بالإنجليزية: Medial longitudinal fissure).